# MeWe
MeWe — американская «альтернативная» социальная сеть и средство коммуникации, принадлежащее компании Sgrouples, которая базируется в городе Калвер-Сити. Отсутствие жёсткой модерации сделало «MeWe» популярной среди американских консерваторов. Кроме того, сайт приобрёл популярность в Гонконге в ноябре 2020 года.
Основателем и директором «MeWe» является Марк Вайнштейн, среди консультантов проекта упоминались, в частности, специалист по информационным технологиям Тим Бернерс-Ли и режиссёр-документалист Куллен Хобак.

## Функции
Интерфейс «MeWe» часто описывается как схожий с интерфейсом «Фейсбука», хотя сама компания скорее позиционирует свой продукт как «анти-Фейсбук» из-за особого внимания к поддержке личных данных и настроек пользователей.
Сайт и приложение «MeWe» содержит функции, характерные для большинства социальных медиа и соцсетей: пользователи могу размещать тексты и изображения на своей странице, реагировать на посты других пользователей с использованием эмодзи, создавать группы по интересам, общаться в онлайн-чатах. В чатах могут происходить переговоры как двух людей, так и нескольких членов группы. Как и в других соцсетях, чаты поддерживают текстовые сообщение, видеозвонки и голосовые звонки, а для платных подписчиков доступен также «секретный» режим с защитным кодированием на основе алгоритма двойного храповика, которое делает сообщения сугубо конфиденциальными и недоступными даже сотрудникам «MeWe».

## История
Социальная сеть была запущена в 2016 году и к октябрю 2020 года набрала 9 млн подписчиков. Главный исполнительный директор MeWe Марк Вайнштейн заявил Insider, что компания увеличила годовой доход на 800%. 
Хотя изначально «MeWe» не позиционировала себя как социальную сеть для консерваторов, в ноябре 2020 года число консерваторов среди пользователей сети стало расти. Причиной этого, в частности, стал отказ платформы от модерации ложной информации, что привлекло консервативную часть пользователей, которая считала себя ущемлённой цензурой и блокировками со стороны мейнстримовых соцсетей. Вскоре после президентских выборов в США 2020 года «MeWe» и другие «альтернативные» соцсети испытали наплыв новых пользователей среди поклонников Трампа, многие из которых были изгнаны с мейнстримовых платформ. 11 ноября приложение «MeWe» стало вторым по количеству скачиваний бесплатных приложений в Apple App Store после аналогичной «альтернативной» платформы Parler.
Кроме того, в ноябре 2020 года «MeWe» стало популярным в Гонконге, поскольку пользователи начали мигрировать на эту платформу из «Фейсбука» в связи с угрозой китайской цензуры и модерации. Пессимистические ожидания ущемления свободы слова были связаны с введением новых ограничений на высказывания несогласия, последовавших за протестами 2019—2020 годов, в том числе введения закона о защите национальной безопасности в Гонконге.